# Nuova Compagnia di Canto Popolare
La Nuova Compagnia di Canto Popolare (spesso presentata anche con l'acronimo NCCP), è un gruppo musicale italiano formatosi a Napoli nel 1967.

## Storia
La NCCP viene fondata nella seconda metà degli anni sessanta su iniziativa dei giovani musicisti, Eugenio Bennato, Carlo D'Angiò, Roberto De Simone e Giovanni Mauriello; a questo primo nucleo si uniscono presto anche Peppe Barra, Patrizia Schettino, Patrizio Trampetti, Fausta Vetere e Nunzio Areni. Nel 1976 entrerà a farne parte anche Corrado Sfogli, anch'egli, come Trampetti, allievo del maestro Eduardo Caliendo. Attraverso studi filologici e ricerche etnomusicologiche, la Nuova Compagnia di Canto Popolare intende quindi riproporre i repertori della tradizione partenopea e campana nel loro stile originale. 
Il successo che il gruppo ottiene al Festival dei Due Mondi nelle edizioni del 1972 e del 1974, e soprattutto del 1976 con La gatta Cenerentola, segna il suo lancio internazionale. Da allora la NCCP ha ripetutamente partecipato a numerosi festival d'Europa e d'oltreoceano, alternando l'attività musicale a quella teatrale.
Sul finire degli anni settanta, alcuni dei compomenti storici abbandonano la formazione (Carlo D'Angiò e Eugenio Bennato formeranno i Musicanova nel 1976). Altresì il gruppo accusa la crisi del genere popolare e tradizionale che si verifica negli anni ottanta. Tuttavia continua a partecipare a festival nazionali ed internazionali.
Il 1992 segna il ritorno della NCCP con l'album Medina, sull'onda della world music. Del gruppo iniziale rimangono solamente Fausta Vetere, Corrado Sfogli e Giovanni Mauriello, fondatore presente fin dal 1966. Il successo dell'album apre loro le porte del Festival di Sanremo, dove nel 1992 vincono il premio della Critica con la canzone Pe' dispietto. Nel 1995 l'album Tzigari segna un ritorno allo stile originale della NCCP che viene subito seguito l'anno dopo da Incanto acustico, una raccolta di alcuni live della tournée del 1996. Nello stesso anno esce dal gruppo, Giovanni Mauriello.
Nel 1998 esce Pesce d' 'o mare che li porta nuovamente a Sanremo e che segna l'ingresso di una nuova voce, Gianni Lamagna. All'album prendono parte anche artisti di diversa matrice culturale, come Angelo Branduardi, 'O Zulù dei 99 Posse e Marcello Colasurdo, altro grande conoscitore della musica tradizionale campana ed ex componente dei E' Zezi - Gruppo Operaio di Pomigliano d'Arco.

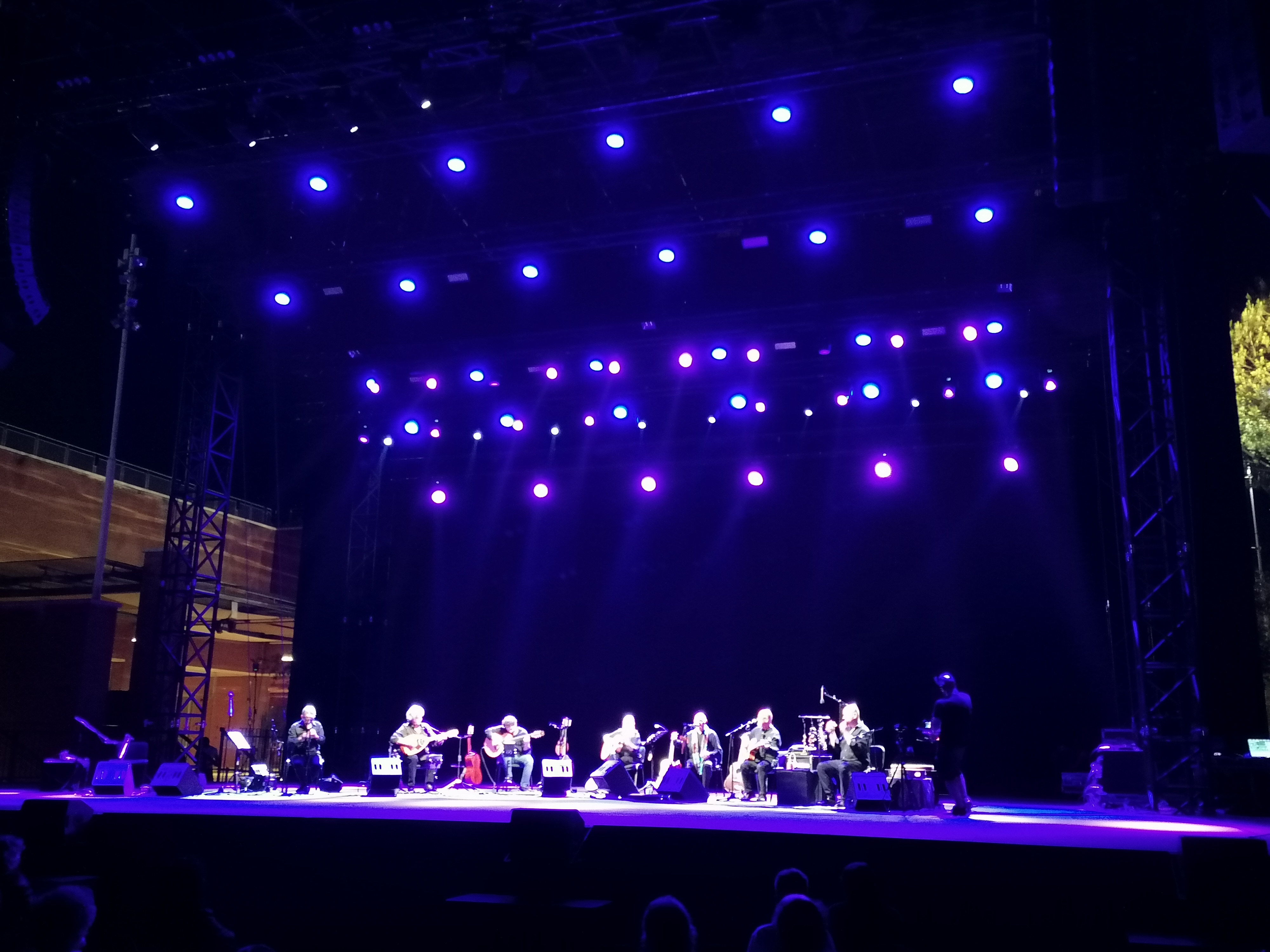
La Nuova Compagnia di Canto Popolare in concerto presso la cavea esterna dell'Auditorium Parco della Musica di Roma (2021)

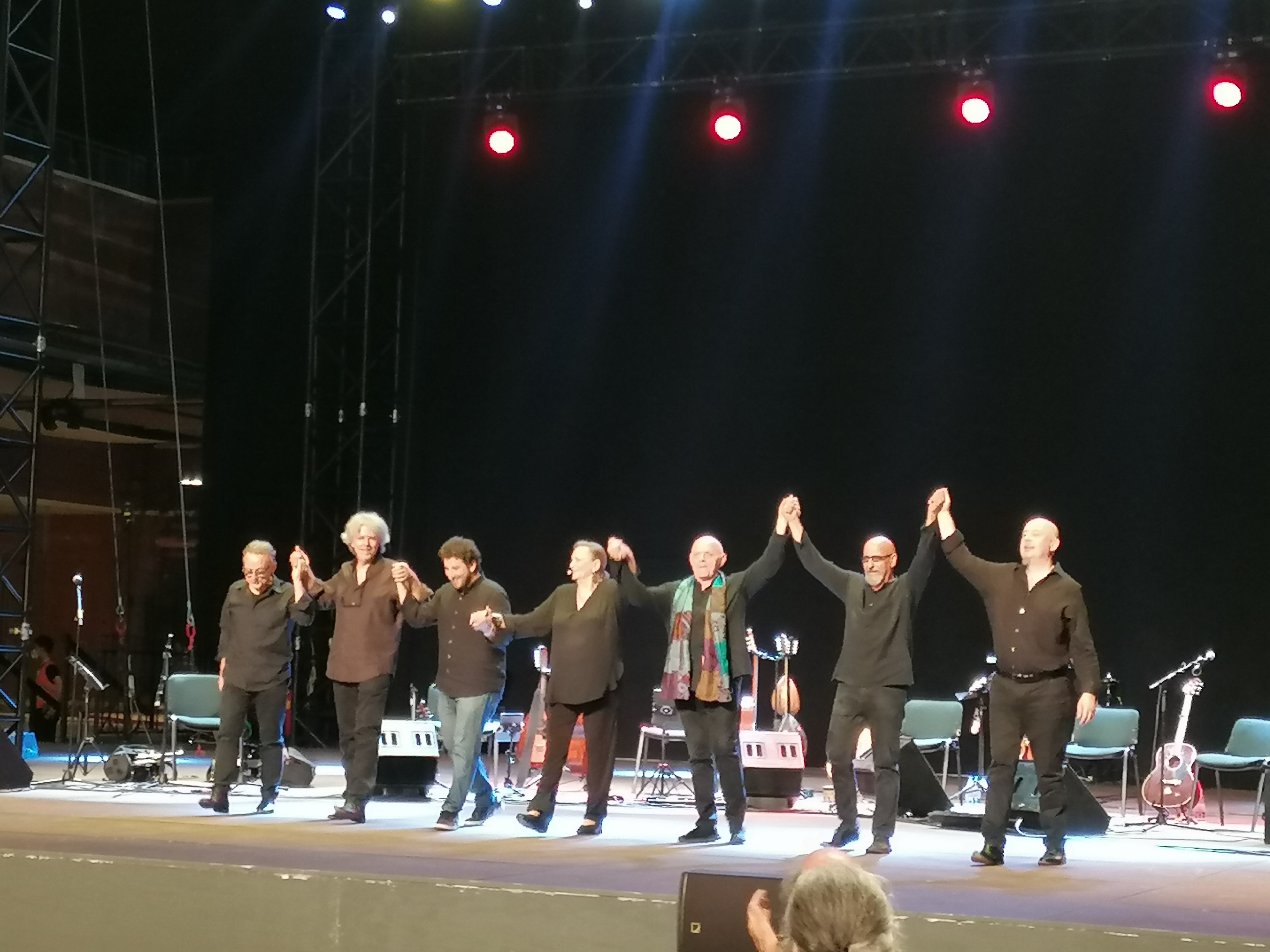
La Nuova Compagnia di Canto Popolare in concerto presso la cavea esterna dell'Auditorium Parco della Musica di Roma (2021); ringraziamenti finali

Nel 2001, la Nuova Compagnia produce La voce del grano, un album che mescola sonorità napoletane e mediterranee e che porta nuovamente il gruppo nelle principali città mondiali. Nel 2005, viene infine pubblicato Candelora, l'ultima fatica discografica della NCCP, interamente scritta e composta dal gruppo in stile eteroclito, che va dal classico napoletano alla contaminazione rap.
Nel tardo 2015 la NCCP è impegnata insieme a Tullio De Piscopo per dieci date teatrali, nel tour che celebra i cinquant'anni di carriera del celebre percussionista napoletano.
Nel 2016, nuovamente con la produzione artistica di Renato Marengo, la band firma un contratto discografico con Rolando D'Angeli. Nell'ottobre dello stesso anno, la NCCP lancia il doppio album 50 anni in buona compagnia. Il disco uno è un album di inediti, mentre il disco due presenta rifacimenti dei loro successi più popolari. Il doppio album viene anticipato dall'uscita del trascinante singolo Napulitane, il brano è accompagnato da un videoclip ufficiale e un'intensa promozione sui siti dei quotidiani più importanti a livello nazionale. Il lavoro vede la NCCP riunirsi con Eugenio Bennato, Patrizio Trampetti e Carlo D'Angiò in alcuni episodi del disco due. A novembre la NCCP avvia un lungo tour teatrale per festeggiare i 50 anni del complesso insieme alla band prog rock Osanna.
Il 25 gennaio 2020 viene presentato in anteprima nazionale all'Auditorium Parco della Musica di Roma il disco Napoli 1534. Tra moresche e villanelle, che inaugura la rassegna Di canti e di storie promossa dall'editore Squilibri con la Fondazione Musica per Roma.
Il 25 marzo dello stesso anno muore a 69 anni Corrado Sfogli.

## Formazione

### Formazione attuale
- Fausta Vetere – voce e chitarra
- Gianni Lamagna – voce e chitarra
- Pasquale Ziccardi – basso
- Umberto Maisto – chitarra, strumenti a corde
- Michele Signore – violino, mandoloncello e lira
- Mario Sorrentino – strumenti a fiato
- Carmine Bruno – strumenti a percussione

## Discografia

### Album

#### In studio
- 1971 – Nuova Compagnia di Canto Popolare
- 1972 – Nuova Compagnia di Canto Popolare
- 1972 – Lo Guarracino
- 1974 – Li sarracini adorano lu sole
- 1975 – Tarantella ca nun va 'bbona
- 1976 – La gatta Cenerentola
- 1977 – 11 mesi e 29 giorni
- 1977 – La cantata dei pastori
- 1978 – Aggio girato lu munno
- 1981 – Storie di fantanasia
- 1992 – Medina
- 1995 – Tzigari
- 1998 – Pesce d' 'o mare
- 2001 – La voce del grano
- 2005 – Candelora
- 2016 – 50 anni in buona compagnia
- 2020 – Napoli 1534. Tra moresche e villanelle

#### Dal vivo
- 1973 – Nuova Compagnia di Canto Popolare
- 1996 – Incanto acustico
- 2011 – Live in Munich

#### Colonne sonore originali
- 1983 – Another Time, Another Place - Una storia d'amore OST del film di Michael Redford
- 1990 – Sabato, domenica e lunedì OST del film di Lina Wertmüller

#### Raccolte
- 1975 – La Nuova Compagnia Di Canto Popolare Al Festival Dei Due Mondi di Spoleto
- 1980 – Nuova Compagnia Di Canto Popolare (Movieplay - Spagna)
- 1983 – Villanelle
- 1989 – La Napoli Della Nuova Compagnia Di Canto Popolare
- 1995 – 'O meglio (2 volumi)
- 1999 – Antologia NCCP
- 2000 – I grandi successi originali
- 2001 – Collezione
- 2001 – Teatrante
- 2004 – Made in Italy
- 2006 – Le Più Belle Canzoni Della Nuova Compagnia Di Canto Popolare
- 2009 – Collections

#### Singoli
- 1969 – La Leggenda Di Nicolò Pesce/Sarracinesca - con Roberto Murolo
- 1974 – Tammuriata nera/Li sarracini adorano lu sole
- 1974 – Dallo spettacolo teatrale "La cantata dei pastori"
- 1974 – Alla montemaranese/Trapenarella
- 1975 – La rumba degli scugnizzi/Li 'ffigliole
- 1977 – Giuvanneniello/'O cunto 'e Masaniello

#### Partecipazioni
- 1990 – Tales of World music di Friedrich Gulda (Oi nenna, nenna; Madonna tu mi fai; Masto Ruggiero; Parzonarella mia; Bim, bum, ba)
- 1994 – La voce di Napoli di Sergio Bruni (Napule doceamara)
- 1994 – Tu si' 'na cosa grande di Roberto Murolo (Pasqualino maragià)
- 2000 – L'infinitamente piccolo di Angelo Branduardi (Audite poverelle)
- 2003 – Sensi sonori (Tarantella Oi mamma Ca mo vene; Vulumbrella; Madonna tu mi fai)
- 2005 – I Ragazzi di Scampia ('A rumba de' scugnizzi)
- 2024 – 'Na strada 'mmiez'o mare: Napoli per Fabrizio De Andrè (Da chella riva, traduzione di Annino La Posta del brano D'ä mæ riva di Fabrizio De André e Mauro Pagani